# Патріот (компанія)
ПрАТ «Патріо́т» — українська компанія, що спеціалізується на послугах миттєвих лотерей. Компанія організовує близько 20 лотерей, таких як «Козирна масть», «Чесна гра», «Супер гол», «Ельдорадо», «Моя країна — Україна» та інші.

## Історія підприємства
Акціонерне товариство «Патріот» було сформоване у 1997 році при Товаристві сприяння обороні України (колишнє ДТСААФ). Але фактично компанія належала організації «Українські лотереї».
16 вересня 2015 року указом Президента України, через російських власників компанії, було введено санкції проти ПрАТ «Патріот», які передбачали, зокрема, блокування активів та запобігання виведенню капіталів за межі України. Однак, хоча санкції передбачали припинення діяльності лотерейних операторів «Патріот» та «М.С.Л.», лотереї продовжували проводитися.
У квітні 2016 році переможниця лотереї «Своє житло» не змогла відсудити у ПрАТ «Патріот» свого максимального виграшу у 6 млн гривень. За свідченням «Укрспецполіграфії», причиною слугував технологічний брак при виготовленні лотерейних білетів цим підприємством.

## Власник
Після заснування акціонерного товариства «Патріот», кінцевим власником материнської компанії «Українські лотереї» був російський мільярдер Олег Бойко. У 2015 році програма “Наші гроші з Денисом Бігусом” розповіла, що Олег Бойко офіційно фінансує російську армію.
У вересні 2016 року товариство «Патріот» повідомило, що новим власником компанії є українським бізнесмен Олександр Морозов. 

## Доля ринку
Доля ринку оператора лотерей «Патріот» у 2003 році складала не більше 6 %.
У 2014 році доля і сума відрахувань до держбюджету від лотерей «Патріот» різко зросла. Відповідно до звітності компанії у 2014 році, «Патріот» збільшив свою долю на ринку до 70 %.